# روبندرونات طاغور
روبندرونات طاغور (بنغالية: রবীন্দ্রনাথ ঠাকুর، تلفظ [ɾobin̪d̪ɾonat̪ʰ ʈʰakuɾ]) شاعر ومسرحي وروائي بنغالي. ولد عام 1861 في القسم البنغالي من مدينة كالكتا وتلقى تعليمه في منزل الأسرة على يد أبيه ديبندرانات وأشقائه ومدرس يدعى دفيجندرانات الذي كان عالماً وكاتباً مسرحياً وشاعراً وكذلك درس رياضة الجودو.
درس طاغور اللغة السنسكريتية لغته الأم وآدابها واللغة الإنجليزية؛ ونال جائزة نوبل في الآداب عام 1913 وأنشأ مدرسة فلسفية معروفة باسم فيسفا بهاراتي أو الجامعة الهندية للتعليم العالي في عام 1918 في إقليم شانتي نيكتان غرب البنغال.

## نشأته
ولد روبندرونات في كالكوتا في الهند في السابع من مايو عام 1861 لأسرة ميسورة من طبقة البراهما الكهنوتية. والده روبندرونات طاغور كان مصلحاً اجتماعياً ودينياً معروفاً وسياسياً ومفكراً بارزاً. أما والدته سارادا ديفي فقد أنجبت 12 ولداً وبنتاً قبل أن ترزق بطاغور. ولعل كثرة البنين والبنات حالت دون أن يحظى طاغور رغم أنه أصغر أشقائه سناً بالدلال الكافي. كانت الأسرة معروفة بتراثها ورفعة نسبها، حيث كان جد طاغور قد أسس لنفسه إمبراطورية مالية ضخمة، وكان آل طاغور رواد حركة النهضة البنغالية إذ سعوا إلى الربط بين الثقافة الهندية التقليدية والأفكار والمفاهيم الغربية. ولقد أسهم معظم أشقاء طاغور، الذين عرفوا بتفوقهم العلمي والأدبي في إغناء الثقافة والأدب والموسيقى البنغالية بشكل أو بآخر، وإن كان روبندرونات طاغور، هو الذي اكتسب في النهاية شهرة كأديب وإنسان، لكونه الأميز والأكثر غزارة وتنوعا، وإنتاجاً.

## تعليمه
لم ينتظم طاغور في أي مدرسة فتلقى معظم تعليمه في البيت على أيدي معلمين خصوصين، وتحت إشراف مباشر من أسرته، التي كانت تولي التعليم
والثقافة أهمية كبرى. اطلع طاغور منذ الصغر على العديد من السير ودرس التاريخ والعلوم الحديثة وعلم الفلك واللغة السنسكريتية.

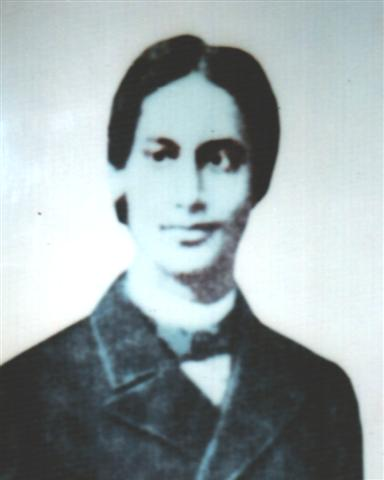
طاغور أثناء دراسته في لندن سنة 1879

وقرأ في الشعر البنغالي ودرس قصائد كاليداسا، وبدأ ينظم الشعر في الثامنة. وفي السابعة عشر من العمر أرسله والده إلى إنجلترا لاستكمال دراسته في الحقوق، حيث التحق بكلية لندن الجامعية، لكنه مالبث أن انقطع عن الدراسة، بعد أن فتر اهتمامه بها، وعاد إلى كالكوتا دون أن ينال أي شهادة.

## حياته الخاصة

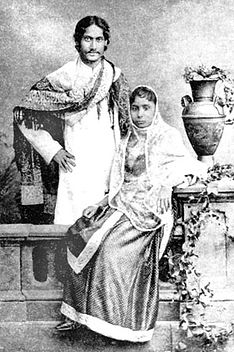
طاغور وزوجته مريني ليني سنة 1883

تزوج طاغور سنة 1883 وهو في الثانية والعشرين من العمر بفتاة في العاشرة من العمر، مرينا ليني، شبه أمية أنجب منها ولدين وثلاث بنات. أحبته زوجته بشدة فغمرت حياتهما سعادة وسرور، فخاض معها في أعماق الحب الذي دعا إلى الإيمان القوي به في ديوانه «بستاني الحب» حتى قال فيها طاغور:
لقد هلت الفرحة من جميع أطراف الكون لتسوي جسمي

لقد قبلتها أشعة السماوات، ثم قبلتها حتى استفاقت إلى الحياء

إن ورد الصيف المولي سريعا قد ترددت زفراته في أنفاسها

وداعبت موسيقا الأشياء كلها أعضاءها لتمنحها إهاب الجمال

إنها زوجتي لقد أشعلت مصباحها في بيتي وأضاءت جنباته
توفيت زوجته وهي في مقتبل العمر، ولحق بها ابنه وابنته وأبوه في فترات متلاحقة متقاربة ما بين عامي 1902 - 1918، فخلفت تلك الرزايا جرحاً غائراً في نفسه.

## حياته الأدبية
شهدت الثمانينات من القرن التاسع عشر نضج تجربة طاغور الشعرية، إذا نُشر له عدداً من الدواوين الشعرية توّجها في عام 1890 بمجموعته
«ماناسي» المثالي، التي شكلت قفزة نوعية، لا في تجربة طاغور فقط وإنما في الشعر البنغالي ككل. في العام 1891انتقل طاغور إلى البنغال الشرقية (بنغلاديش) لإدارة ممتكلكات العائلة، حيث استقر فيها عشر سنوات.
هناك كان طاغور يقضي معظم وقته في مركب (معد للسكن) يجوب نهر بادما (نهر الغانغ)، وكان على احتكاك مباشر مع القرويين البسطاء. ولقد شكلت الأوضاع المعيشية المتردية للفلاحين، وتخلفهم الاجتماعي والثقافي موضوعاً متكررا في العديد من كتاباته، دون أن يخفي تعاطفه معهم. ويعود أروع ماكتب من نثر وقصص قصيرة تحديدا، إلى تلك الحقبة الثرية «معنويا» في حياته، وهي قصص تتناول حياة البسطاء، آمالهم وخيباتهم، بحس يجمع بين رهافة عالية في التقاط الصورة وميل إلى الفكاهة والدعابة الذكية، التي ميزت مجمل تجربته النثرية عموما. لقد عشق طاغور الريف البنغالي الساحر، وعشق أكثر نهر بادما. الذي وهبه أفقا رحبا لتجربته الشعرية الغنية، وأثناء تلك السنوات نشر طاغور العديد من الدواوين الشعرية لعل أميزها «سونار تاري» (القارب الذهبي،2010) إضافة إلى مسرحيات عدة أبرزها «تشيترا» (1892).
في العام 1901، أسس طاغور مدرسة تجريبية في شانتينكايتان، حيث سعى من خلالها إلى تطبيق نظرياته الجديدة في التربية والتعليم، وذلك عبر مزج التقاليد الهندية العريقة بتلك الغربية الحديثة، واستقر طاغور في درسته مبدئيا، التي تحولت في العام 1921 إلى جامعة فيشقا-بهاراتيا أو (الجامعة الهندية للتعليم العالمي). وكانت لسنوات من الحزن والأسى، جراء موت زوجته واثنين من أولاده، بين العامين 1902 و1907 أثره البين في شعره لاحقا التي عكست تجربة شعرية فريدة من نوعها، تجلت أوضح مايمكن في رائعته «جينجالي» (قربان الأغاني،1912).

## أعماله
قدم طاغور للتراث الإنساني أكثر من ألف قصيدة شعرية، وحوالي 25 مسرحية بين طويلة وقصيرة وثماني مجلدات قصصية وثماني روايات، إضافة إلى عشرات الكتب والمقالات والمحاضرات في الفلسفة والدين والتربية والسياسة والقضايا الاجتماعية، وإلى جانب الأدب اتجهت عبقرية طاغور إلى الرسم، الذي احترفه في سن متأخر نسبيا، حيث أنتج آلاف اللوحات، كما كانت له صولات إبداعية في الموسيقى، وتحديدا أكثر من ألفي أغنية، اثنتان منها أضحتا النشيد الوطني للهند والبنغال.

## الرسم والأغاني
إلى جانب عبقرية طاغور في الأدب فقد بدأ يرسم في مرحلة متأخرة من حياته، وهو في الستين من عمره، وأقام عدة معارض ناجحة أحدها في باريس بناء على نصيحة أحد أصدقائه كان يقول طاغور:«عندما بدأت أرسم لاحظت تغيراً كبيراً في نفسي، بدأت اكتشف الأشجار في حضورها البصري، بدأت أرى الأغصان والأوراق من جديد، وبدأت أتخيل خلق وإبداع الأنواع المخلفة منها، وكأنني لم أر هذه الأشجار مطلقا من قبل أنا فقط كنت أرى الربيع، الأزهار تنبثق في كل فرع من فروعها، بدأت اكتشف هذه الثروات البصرية الهائلة الكامنة في الأشجار والأزهار التي تحيط بالإنسان على مدى اتساع بموه».
لقد جاء الحب.. وذهب

ترك الباب مفتوحاً

ولكنه قال انه لن يعود

لم اعد أنتظر إلا ضيفاً واحداً

انتظره في سكون

سيأتي هذا الضيف يوماً

ليطفئ المصباح الباقي..

ويأخذه في عربته المطهمة

بعيداً.. بعيدا..

في طريق لا بيوت فيه ولا أكواخ"

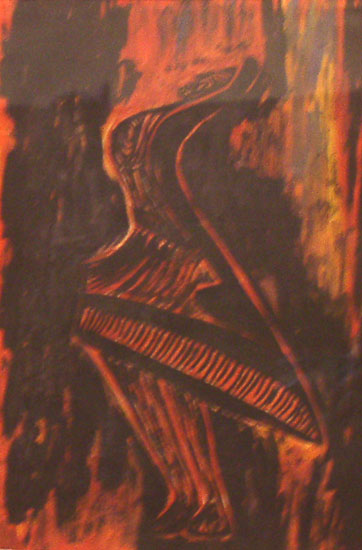
"الراقصة" حبر على ورق لطاغور

يقول طاغور: «حين أفكر في الغبطة التي تبعثها هذه الكلمات في عِطْفيّ، أدرك قيمة الدور الذي يؤديه الجرس اللفظي والقافية في القصيدة، إن الكلمات تفيء إلى الصمت، ولكن موسيقاها تظل ممتدةً، ويبقى صداها موصولاً بالسمع، وهكذا فإن المطر ما يزال يهمس وأوراق الأغصان ما تني ترتعش حباً، حتى الآن في ذاكرتي». ألف طاغور حوالي 2,230 أغنية، ومعظم أغانيه كانت مستقاه من أدبه، من قصائده ومسرحياته وقصصه ورواياته.

## جائزة نوبل
كان طاغور الآن قد تجاوز الخمسين من عمره ورغم غزارة إنتاجه وتنوعه، إلا أنه لم يكن معروفا تماما خارج محيطه. بيد أن هذه الحال تغيرت فجأة، وبدا أن الشهرة على الصعيدين المحلي والعالمي، كانت تتحين الفرصة لأن تطرق بابه. ففي عام 1912 سافر طاغور إلى إنجلترا، للمرة الأولى، منذ أن ترك الجامعة، برفقة ابنه. وفي الطريق، بدأ طاغور يترجم آخر دواوينه: «جيتنجالي» إلى الإنجليزية. وكانت كل أعماله السابقة تقريبا قد كتبت بلغته البنغالية، لقد قرر ترجمة المجموعة الأخيرة من باب التسلية، ولقتل وقت السفر الطويل بحرا دون أن يبتغي شيئاً من ترجمته.
عند وصول طاغور إلى إنجلترا، علم صديق مقرب منه ويدعى روثنستاين، وهو رسام شهير التقاه طاغور في الهند، بأمر الترجمة، وطلب منه الإطلاع عليها. وافق طاغور على ذلك، لم يصدق الرسام عينيه، لقد كانت الأشعار أكثر من رائعة، وبدا كما لو أنه وقع على اكتشاف ثمين، فاتصل بصديقه الشاعر دبليو.بي بيتس الذي دهش بتجربة طاغور، فنقح الترجمة وكتب مقدمة لها بنفسه.
ظهر ديوان «قربان الأغاني» باللغة الإنجليزية في سيبتمبر من العام 1912. لقد عكس شعر طاغور حضورا روحيا هائلا وحوت كلماته المنتقاة بحساسية فائقة جمالا غير مستهلك، لم يكن أحد قد قرأ شيئا كهذا من قبل. وجد الغربيون أنفسهم أمامهم لمحة موجزة وإن كانت مكثفة للجمال الصوفي، الذي تختزنه الثقافة الهندية في أكثر الصور نقاءً وبوحاً ودفئاً. وفي غضون أقل من سنة، في العام 1913، نال طاغور جائزة نوبل للآداب، ليكون بذلك أول أديب شرقي ينالها. وفي العام 1915 نال وسام الفارس من قبل ملك بريطانيا جورج الخامس، لكنه خلعه في العام 1919 في أعقاب مجزرة أمريتسار سيئة الصيت، والتي قتلت فيها القوات البريطانية أكثر من 400 متظاهر هندي.

## وفاته
أمضى طاغور ما تبقّى من عمره متنقلا بين العديد من دول العالم في آسيا وأوروبا والأمريكتين، لإلقاء الشعر والمحاضرات والإطلاع على ثقافة الآخرين، دون أن ينقطع عن متابعة شؤون مدرسته، وظل غزير الإنتاج حتى قبيل ساعات من وفاته، حين أملى آخر قصائده لمن حوله، وذلك في أغسطس من العام 1941 في أعقاب فشل عملية جراحية أجريت له في كالكوتا، وقد توفي طاغور عن عمر يناهز 80 عاماً.

## أهم أفكاره
- نبذه لفكرة التعصب والتي سادت بين كثير من الطوائف والأديان في الهند المقسمة وتجلّى ذلك في روايته (جورا) التي فضحت التعصب الهندوسي فتسبب ذلك استياء أهله، فسافر إلى إنجلترا عام 1909 ليصيب شهرة بعد ترجمة العديد من أعماله للغة الإنجليزية.
- محبة الإنسانية جمعاء بدلاً من التمسك بالحب الفردي والخاص وكان ذلك بعد فقده لأمه وانتحار شقيقته وكذلك وفاة زوجه وثلاثة من أطفاله ووالده.
- اختلافه مع الزعيم الروحي الهندي غاندي الذي اعتمد على بساطة العيش والزهد كسلاح لمقاومة الاستعمار الإنجليزي وهو ما رآه طاغور تسطيحاً لقضية المقاومة وهو أول شاعر آسيوي حصل على جائزة نوبل.

## روابط خارجية
- روبندرونات طاغور على موقع IMDb (الإنجليزية)
- روبندرونات طاغور على موقع الموسوعة البريطانية (الإنجليزية)
- روبندرونات طاغور على موقع مونزينجر (الألمانية)
- روبندرونات طاغور على موقع ميوزك برينز (الإنجليزية)
- روبندرونات طاغور على موقع إن إن دي بي (الإنجليزية)
- روبندرونات طاغور على موقع ديسكوغز (الإنجليزية)
- روبندرونات طاغور على موقع قاعدة بيانات الفيلم (الإنجليزية)